# 姚弘緒
姚弘绪（?—?），字起陶，号听岩，江南金山（今上海金山）人。
乡试第三十五名，康熙三十年（1691年）辛未科殿试二甲第三名。官至翰林院编修。有《招隐庐诗》。